# François Goguelat
 (octobre 2016).
François, baron de Goguelat, né le 23 janvier 1746 à Château-Chinon (aujourd'hui dans la Nièvre) et mort le 2 février 1831 à Paris, est un militaire et général français, lieutenant-général des armées et général de cavalerie.
Il fut secrétaire du cabinet de la reine Marie-Antoinette et un des acteurs de la Fuite à Varennes, dont il fit un récit. Partie prenante dans l'armée des émigrés, il entra 22 ans au service de l'armée impériale autrichienne comme officier supérieur.

## Biographie

### Famille
Cinquième enfants, issu d'une famille noble ancienne du Morvan, installée à Château-Chinon et Montreuillon. Son père, Philippe Goguelat, est un notable local qui exerce en tant qu'avocat, sa mère est Henriette Couault. Ils appartiennent tous deux à une lignée de marchands de bois et d'hommes de loi. Le couple aura 14 enfants, dont neuf filles et cinq garçons ; douze atteindront l'âge adulte. 

### Carrière
Il entre en 1767 dans le corps des ingénieurs-géographes des camps et armées du roi. Au bout d'une année, il est employé à Versailles au dépôt de la guerre. Il devient officier d'état-major, puis secrétaire particulier de Marie-Antoinette, chargé de sa correspondance.
Mis dans la confidence du projet de fuite de la famille royale, il est chargé de repérer et de minuter l'itinéraire de la berline royale devant se rendre à Montmédy. Mais, alors qu'il voyage seul en chaise de poste, il calcule d'après son horaire personnel le temps d'un voyage qui, à onze personnes et avec deux voitures, sera moins aisé. Le retard effectivement pris par les fugitifs pèsera lourd dans l'échec du projet. D'après les mémoires d'Henriette Campan, la reine Marie-Antoinette tenait même Goguelat pour le principal artisan de l'échec.
Lors de la Fuite à Varennes, il attendit à l'aide de 50 hussards de Lauzun d'escorter Louis XVI et la famille royale en sécurité[pas clair], mais il fut lâché par sa troupe, désarçonné et blessé par balle. Arrêté, il est relâché quand le roi adopte la Constitution. Farouche royaliste, il rejoint l'armée des émigrés en Allemagne en 1792. En juin 1793, il intègre l'armée impériale autrichienne avec le grade de lieutenant-colonel à la tête du régiment des hussards de Berchiny. Jusqu'en 1814, il lutta contre l'ensemble des régimes politiques français et ne rentre qu'à la Restauration. À son retour, Louis XVIII le nomme lieutenant-général avec titre de baron, ainsi que commandant militaire de Brest. Il appartint un temps à l'administration de l'hôtel des Invalides et se retira de la vie publique en 1819.
Il avait sa résidence parisienne au no 21 bis quai Voltaire[réf. nécessaire]. Il meurt le 2 février 1831 et est inhumé à Paris dans le cimetière Saint-Joseph sur les flancs du Mont Valérien.

## Armoiries
Baron (de) Goguelat : « D'or à la Salamandre d'argent à trois étoiles d'azur à six rais, posées deux et une. »

## Décorations
- Commandeur de 1re classe de l'ordre du Phénix de Hohenhole (Autriche, 1801).
- Grand croix de l'ordre royal et militaire de Saint-Louis (1829).

## Publication
- Mémoire de M. le baron de Goguelat, lieutenant-général, sur les événemens relatifs au voyage de Louis XVI à Varennes, Paris, Baudouin frères, coll. « Mémoires relatifs à la Révolution française », 1823, II-83 p., in-8° (lire en ligne [PDF]). Contient plusieurs planches hors-texte de fac-similés.

### Source
- Paul Montarlot, « Les émigrés de Saône et Loire (première partie) », in Mémoires de la Société Eduenne, volume 44, Autun, 1922-1923, p. 367, note de bas de page no 2.
- Henriette Campan, Mémoires sur la vie privée de Marie-Antoinette, 3 vol. in-8° : tome 1, Paris, Librairie Baudouin frères, 1822 ([lire en ligne]), tome 2 ([lire en ligne]), tome 3 ([lire en ligne]).